# 藤城ありす
藤城 ありす（ふじしろ ありす）は、日本の漫画家。「ちゃお」（小学館）にて執筆している。
「ちゃおDX」（小学館）にて数作品を発表後、「ちゃお」2005年5月号に掲載の『レクターのいた日』で本誌デビューした。その後も、『犬とのきずなシリーズ』として、「ちゃお」本誌や増刊に続編などが掲載された。
池山田剛のアシスタントをしている。近年は、GAKUMANplus（小学館）に作品が掲載されるなど少女漫画の枠にとらわれない作品を掲載している。

## 作品リスト
- 天使のおしごと（2003年、ちゃおDX秋号）
- ときめきファイティング!（2004年、ちゃおDX冬号）
- プリティ♡チェンジ（2004年、ちゃおDX春号）
- 妖怪貴族ポロン・パロン（2004年、ちゃおDX夏号）
- 恋のマジック♥ジュエル（2004年、ちゃおDX秋号）
- ちょこっとプリンセス（2005年、ちゃおDX冬号）
- 犬とのきずなシリーズ
  - レクターのいた日（2005年、ちゃお5月号）
  - ペリネと歩く道（2005年、ちゃお11月号）
  - レクターの見た空（2006年、ちゃお2・3月号）
- きみのいた季節（2005年、ちゃおDX秋号）
- ショコラときみとボク（2006年、ちゃおDX冬号）